# Arena

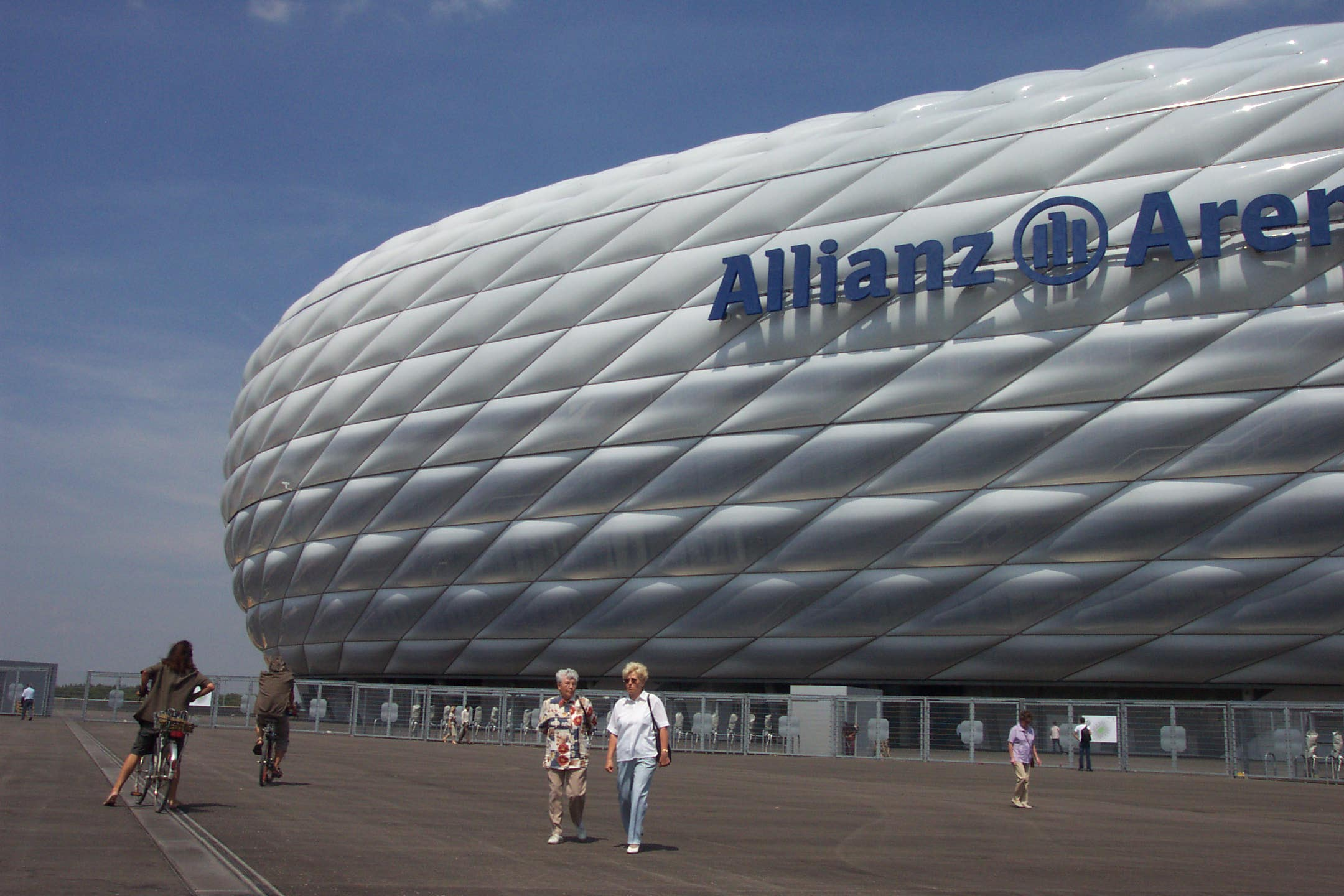
Allianz Arena em Munique.

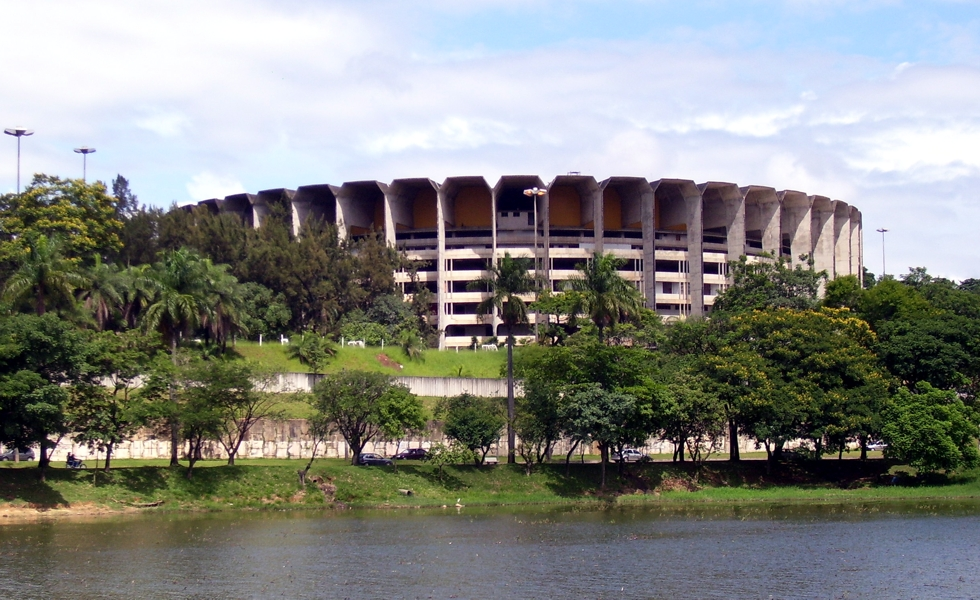
Ginásio do Mineirinho, Belo Horizonte.

Uma arena é uma área fechada, quase sempre de forma circular ou oval, desenhada para apresentações musicais, teatrais ou eventos esportivos. É utilizada principalmente para touradas. É composta de um grande espaço aberto ao centro, rodeado por corredores e assentos para os espectadores. A característica chave de uma arena é que o lugar onde se realiza o evento, fica no ponto mais baixo, permitindo uma grande visibilidade. Teoricamente uma arena é projetada para acomodar um grande número de espectadores.
O termo arena muitas vezes é utilizado como sinônimo para se referir a um estádio. A utilização de um termo sobre o outro, tem muito a ver com o tipo de evento que se realiza em cada recinto. O futebol é tipicamente jogado em um estádio, enquanto o basquete, o vôlei e o hóquei, por exemplo, são tipicamente jogados em uma arena. Usualmente arena se refere a um lugar fechado, o que a diferencia do estádio.

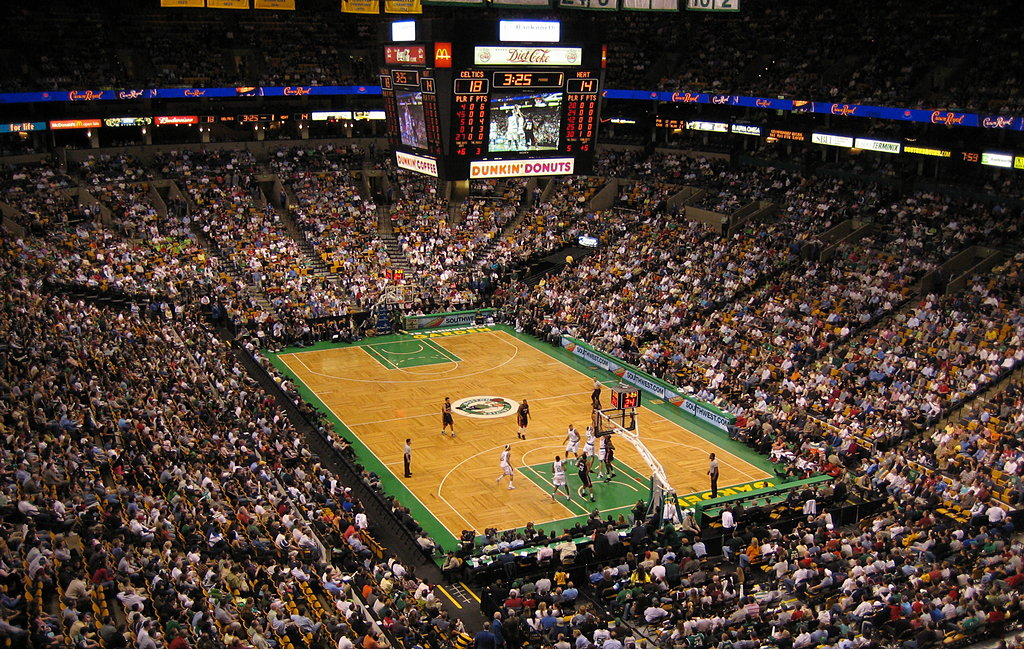
TD Garden, arena do time de basquete americano Boston Celtics.

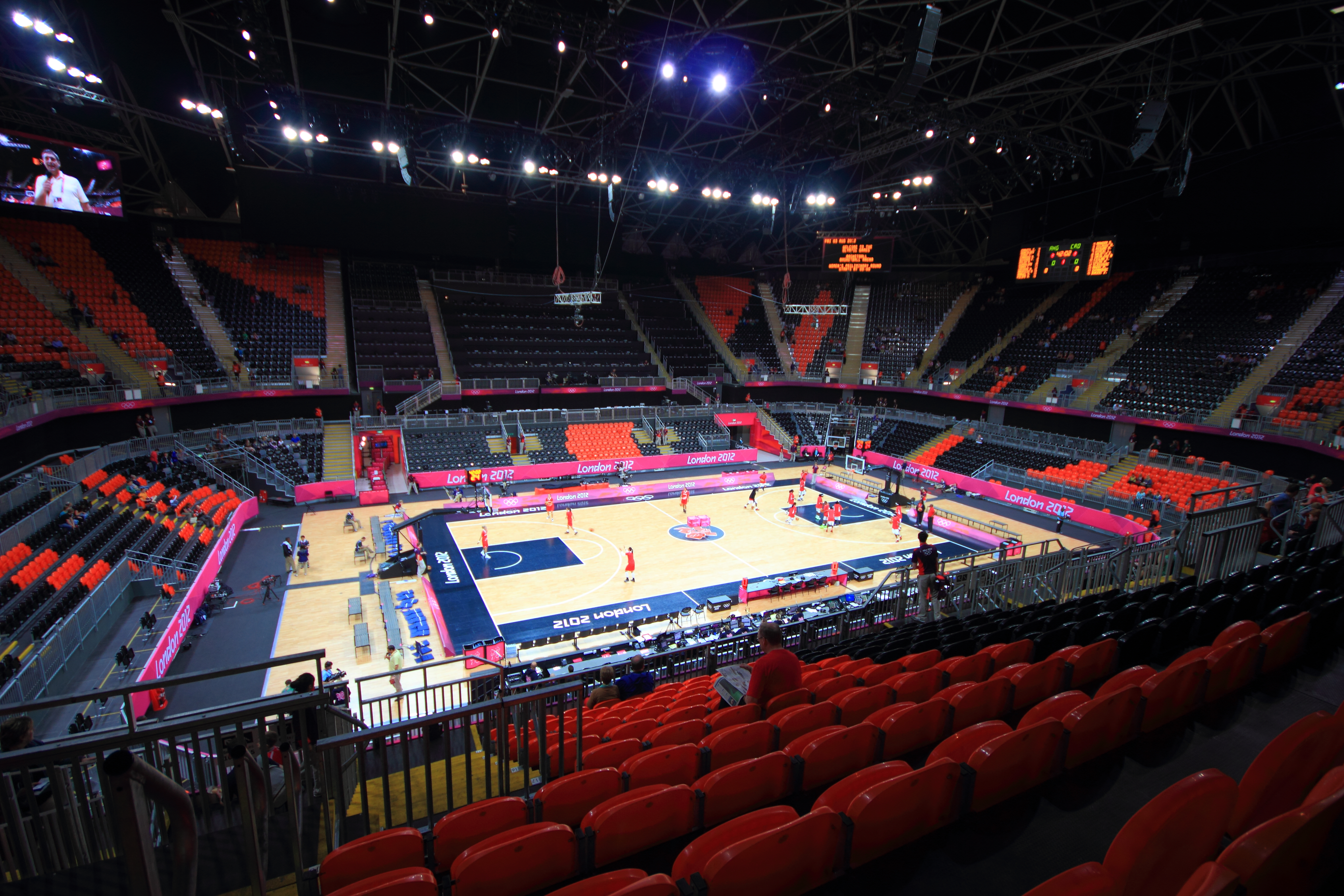
Arena de Basquete de Londres, estrutura temporária.

A palavra vem do latim (h)arena, que significa "areia". Na época do Império Romano, os gladiadores lutavam em uma superfície coberta por areia, que absorvia o sangue. Pode-se comparar a evolução do uso da palavra arena (inicialmente "areia" e posteriormente o local - com areia - onde se praticavam exercícios variados) com a evolução do uso da palavra saibro (inicialmente "areia" e posteriormente um tipo de quadra - com uma espécie de areia - em que se joga tênis). Em espanhol, a palavra carrega dois significados. A tourada é realizada em uma arena (ou plaza de toros, literalmente "praça de touros") e seu piso também é coberto com areia (especificamente albero).